# Sømme Herred

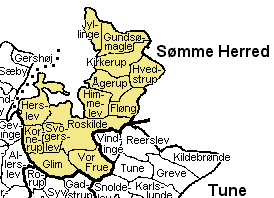
Sømme Herred

Sømme Herred was een herred in het voormalige Roskilde Amt in Denemarken. Na 1808 was het bestuurlijk deel van de amtsraadskreds Roskilde binnen het Kopenhagen Amt. De herred wordt in Kong Valdemars Jordebog vermeld als Semæhæreth. Het gebied werd in 1970 deel van de nieuwe provincie Roskilde.

## Parochies
Naast de stad Roskilde omvatte de herred oorspronkelijk 14 parochies. Roskilde Landsogn ging later op in Roskilde Domsogn
- Fløng
- Glim
- Gundsømagle
- Herslev
- Himmelev
- Hvedstrup
- Jyllinge
- Kirkerup
- Kornerup
- Roskilde Domsogn
- RoskildeSonder (niet op de kaart)
- Sankt Jørgensbjerg (niet op de kaart)
- Svogerslev
- Vor Frue
- Ågerup